# Hochrindl
Die Hochrindl (1617 m) ist ein Alpenpass sowie ein Alm- und Skigebiet in den Nockbergen in Kärnten zwischen Ebene Reichenau und Sirnitz. Über den Pass führt die Landesstraße 65. Der größte Teil und alle Ansiedlungen des Gebiets gehören zur Gemeinde Albeck. Die bis zur Mitte des 20. Jahrhunderts weitgehend unbewohnte und durch Almwirtschaft geprägte Landschaft hat sich durch den zunehmenden Sommer- und Wintertourismus in den letzten Jahrzehnten grundlegend gewandelt. Heute gibt es auf der Hochrindl fünf Ortschaften (in der Gemeinde Albeck: Hochrindl, Hochrindl-Alpl, Hochrindl-Kegel und Hochrindl-Tatermann; in der Gemeinde Deutsch-Griffen: Hochrindl (Gemeinde Deutsch-Griffen)), die ihre Existenz fast ausschließlich der touristischen Erschließung des kargen und an Infrastruktur armen Gebiets verdanken.

## Mehr Kunstschnee ab 2019/2020 projektiert
Der bisherige Speicherteich fasst 10.000 m3 Wasser für die Kunstschneeerzeugung und verliert nach 10 Wintersaisonen Nutzung 2019 die Bewilligung.
Über eine Crowdfunding-Aktion, die von 1. Dezember 2018 bis Ende Februar 2019 läuft, soll die Errichtung eines neuen, mit 75.000 m3 vielfach größeren Speicherteichs durch die Bevölkerung mit 300.000 Euro kofinanziert werden. Rund 2,2 Millionen von 2,5 Mio. Euro Gesamtkosten sind durch private Investitionen und Unterstützung von Land, Anrainergemeinden und Tourismusverein abgedeckt. Initiiert wurde die Aktion von der Unternehmensberaterin Alexandra Bresztowanszky, die das Skigebiet 2017 gekauft hat. Am 8. Dezember fand dazu eine Informationsveranstaltung statt.

## Bilder

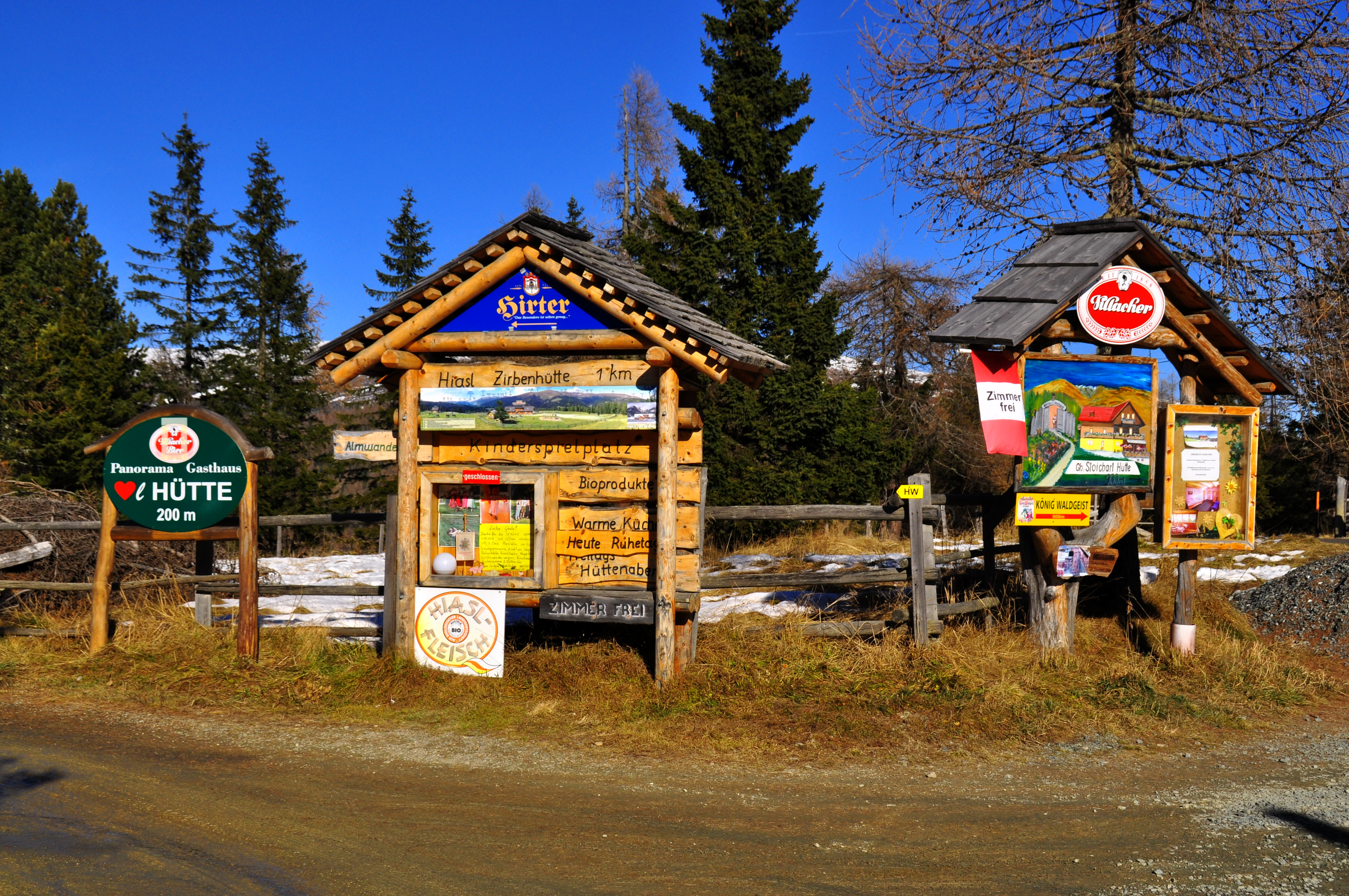
Wegweiser zu Herbergen
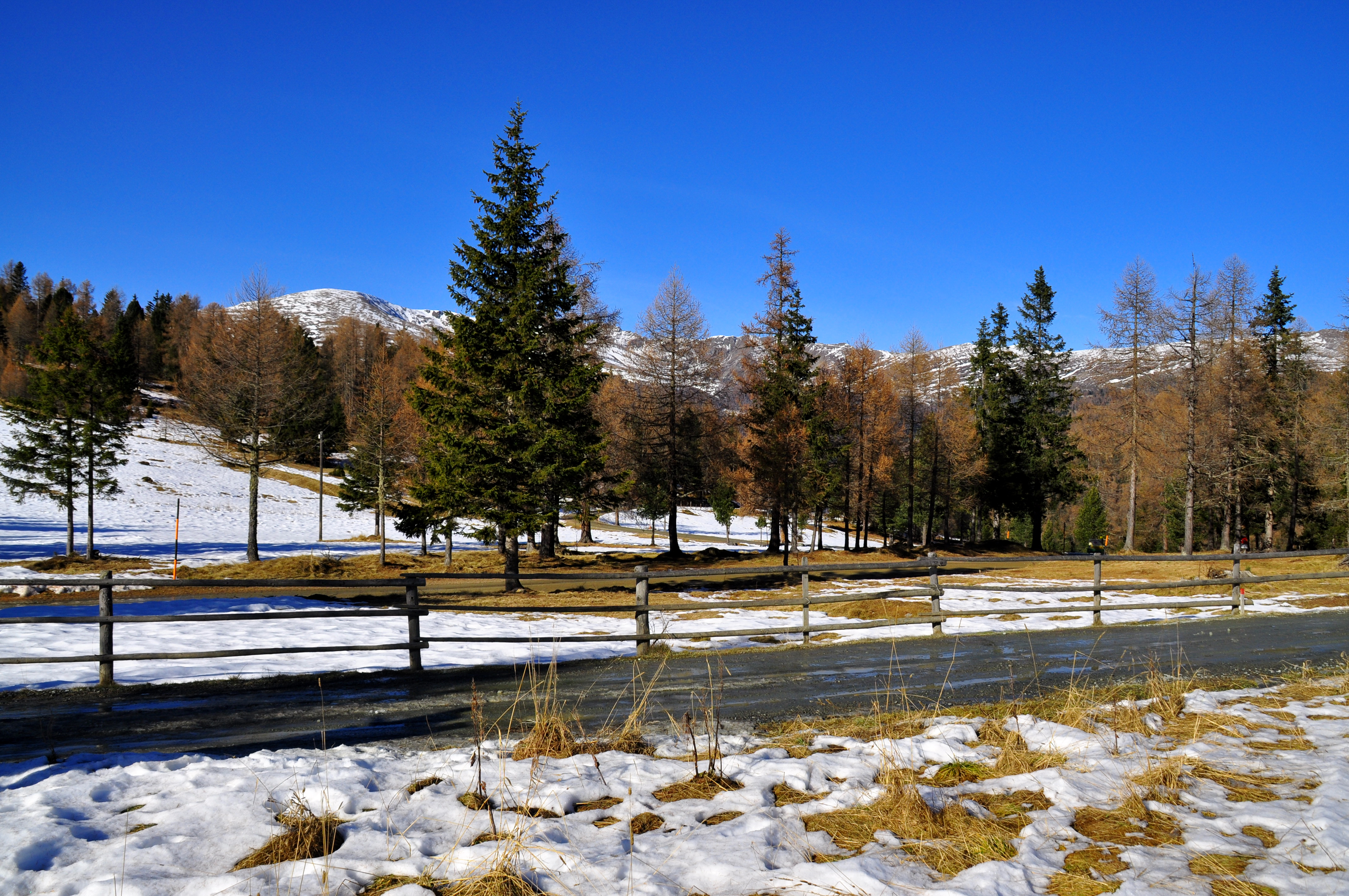
Spätherbst auf Hochrindl
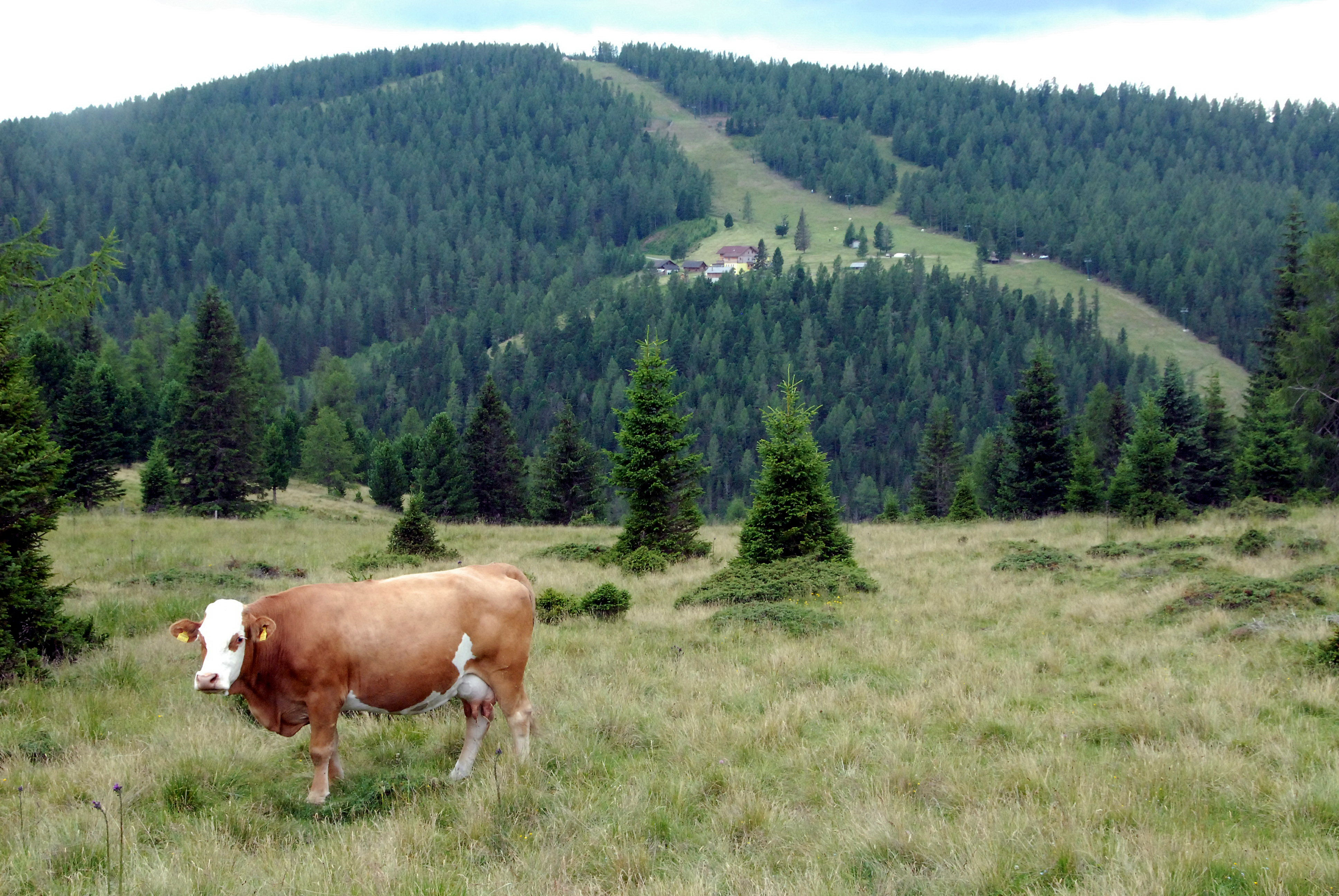
Almweide vor Hochrindl-Kegel
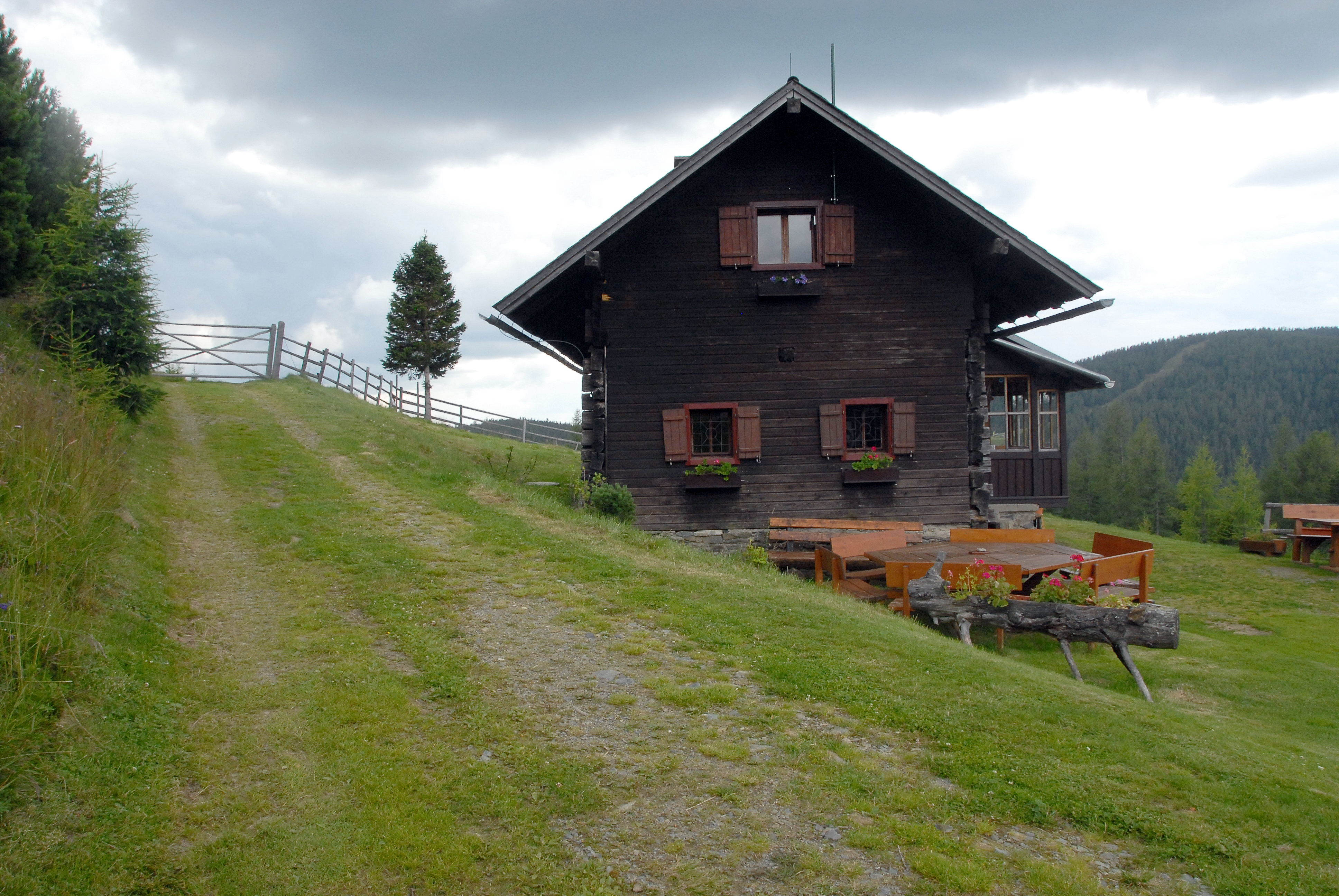
Riapl-Hütte
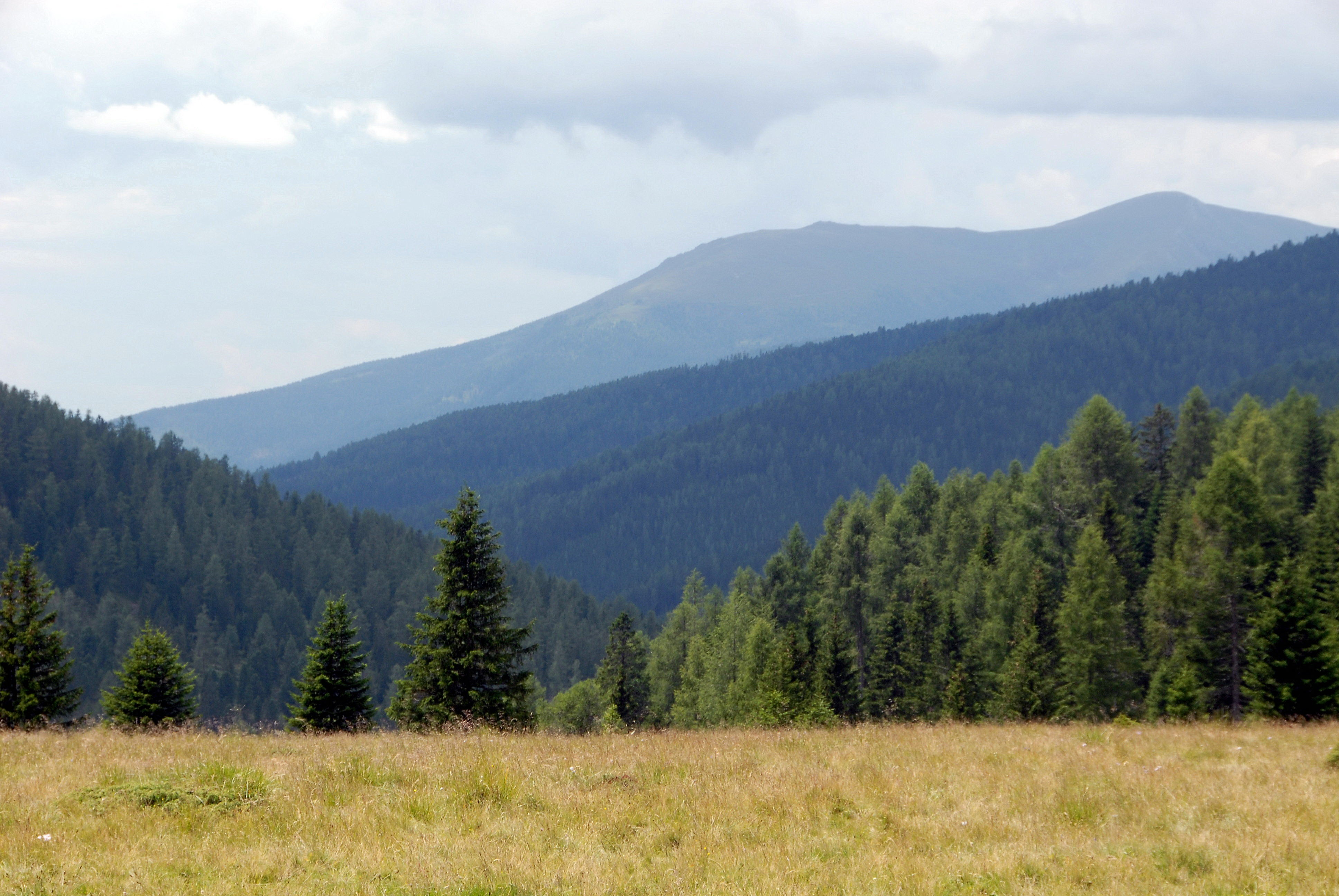
Blick vom Anderl-Kreuz nach Westen auf den Rodresnock
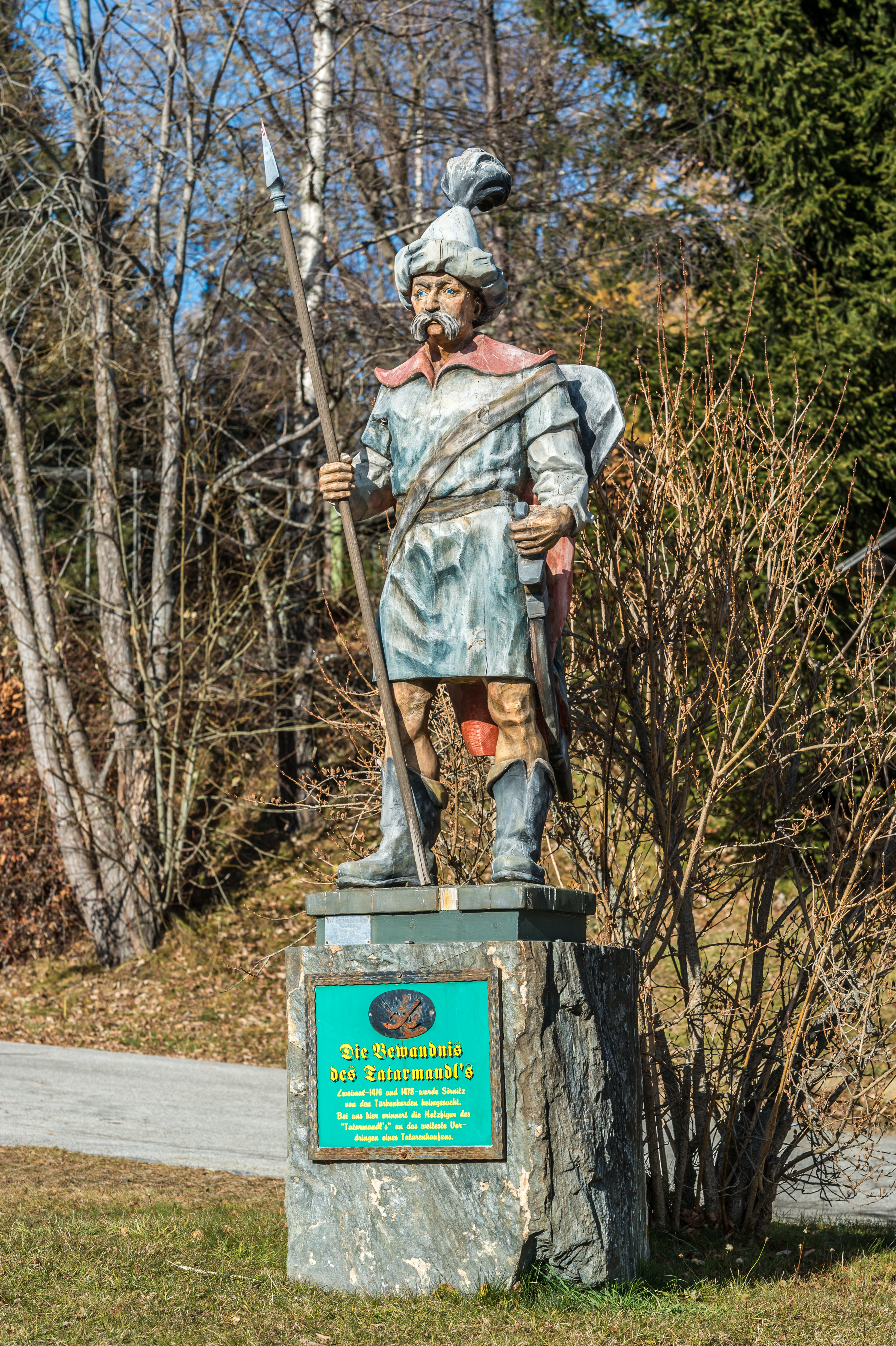
Statue Tatarmandl

## Die Bewandtnis des Tatarmandls
Zweimal – 1476 und 1478 – wurde Sirnitz von den Türkenhorden heimgesucht. Die Holzfigur des „Tatarmandls“ erinnert an das weiteste Vordringen eines Tatarenhaufens unter İskender Bey.